# Marcus Vinícius Dias
Marcus Vinícius Dias (ur. 22 stycznia 1923 w Rio de Janeiro, zm. 1992) – brazylijski koszykarz, brązowy medalista letnich igrzysk olimpijskich Londynie w 1948 roku.